# La Lande-Saint-Léger

La Lande-Saint-Léger este o comună în departamentul Eure, Franța. În 1 ianuarie 2022 avea o populație de 404 de locuitori.